# حارة الميثاق (ذمار)

تعديل مصدري - تعديل

حارة الميثاق هي إحدى حارات مدينة ذمار التابعة لمحافظة ذمار، بلغ تعداد سكانها 3,465 نسمة حسب تعداد اليمن لعام 2004.